# 空棱芹属
空棱芹属（学名：Cenolophium）是伞形科下的一个属，为多年生草本植物。该属共有1－2种，分布于欧洲北部和中亚、西伯利亚。